# Llobregat
De Llobregat (IPA uitspraak: [ʎuβɾəˈɣat]) is de op een na langste rivier in Catalonië, Spanje. Hij ontspringt in Castellar de n'Hug (comarca Berguedà) op een hoogte van 1259 meter in de Serra del Cadí en mondt uit in de Middellandse Zee, in de gemeente El Prat de Llobregat bij de haven van Barcelona. De totale lengte van de rivier is meer dan 170 kilometer.
Een groot deel van het water van de onderstroom, dat voorheen de Middellandse Zee inspoelde, wordt nu beheerd en omhoog gepompt naar de bovenstroom om het natuurlijk verloop te bevorderen. Zo worden de wetlands hersteld en wordt voorkomen dat het zeewater te ver doordringt. Nabij Martorell kruist de rivier de oude Romeinse weg Via Augusta bij de indrukwekkende Duivelsbrug uit de hoge middeleeuwen die nog intact is.

## Bijrivier
- Cardener